# 天下长河
《天下长河》，是中国大陆拍摄的一部"改編"历史电视连续剧。其以清朝康熙年间陈潢、靳辅的黄河治理事迹为背景。该剧由张挺编剧、导演， 罗晋、尹昉、黄志忠主演。于2022年11月11日在湖南卫视金鹰独播剧场、芒果TV首播。台灣平台在LINE TV、MyVideo每晚20:00 全網首播。LiTV 線上影視全劇上架。

## 播出时间
| 頻道          | 所在地   | 首播日期       | 備註                     |
| 湖南卫视      | 中国大陆 | 2022年11月11日 |                          |
| 芒果TV        | 中国大陆 | 2022年11月11日 |                          |
| LINE TV       | 臺灣     | 2022年11月11日 | 每晚20:00                |
| MyVideo       | 臺灣     | 2022年11月11日 | 每晚20:00                |
| EYE TV 戲劇台 | 臺灣     | 2023年3月6日   | 星期一至五 19:00 - 21:00 |
| 中天娛樂台    | 臺灣     | 2023年5月20日  | 星期六、日 13:00 - 15:00 |
| 愛爾達綜合台  | 臺灣     | 2023年7月18日  | 星期一至五 19:00 - 21:00 |

## 演员列表

### 主要演员
| 演員   | 角色 | 简介 |
| 罗晋   | 康熙 | 八歲登基，十四歲親政。康熙八年誅殺專權的輔政大臣鰲拜後，才徹底掌握朝政。康熙十二年因決定削藩而導致三藩作亂，直到康熙二十年才完全平定。康熙二十二年出兵攻台。康熙二十四年攻克俄國侵佔的雅克薩城，康熙二十五年再度擊滅捲土重來佔領雅克薩城的俄軍，康熙二十八年與俄國簽訂尼布楚條約。康熙二十七年噶爾丹進攻佔領喀爾喀蒙古，康熙二十九年七月皇帝親征，康熙三十四年皇帝二度親征，康熙三十六年皇帝三度親征，噶爾丹死，準噶爾部自此納入大清版圖。康熙皇帝將三藩、河務、漕運作為三件大事，並親自書寫成條幅，懸掛於宮中大柱上，康熙十六年開始整治黃河，任命靳輔為河道總督，又對治河專家陳潢，委以重任。經過十年的辛苦經營，終於使黃河、淮河各歸故道。 |
| 黄志忠 | 靳辅 | 安徽巡撫，被王光裕污衊貪污銀兩導致洪水氾濫，被押解進京途中與進京趕考的陳潢一見如故，受審時向皇上力薦陳潢為可用之才。 |
| 尹昉   | 陈潢 | 字天一，自稱河伯之子，綽號河瘋子。自幼深諳水性並對治河有獨到見解。 |

### 其他演员
| 演員   | 角色         | 简介 |
| 奚美娟 | 孝庄太皇太后 | 康熙皇帝的皇祖母。順治駕崩時，扶持年僅八歲的皇孫玄燁登基。從幼主登基到康熙六年皇帝親政，康熙十二年至二十年的三藩之亂，都一直在背後默默支持和輔助康熙皇帝。康熙二十六年十二月二十五日（1688年1月27日），崩逝於慈寧宮，享壽七十五歲。 |
| 梁冠华 | 索额图       | 朝中人脈及廣，河道官員及各方高官均受索相指揮，更與明相暗中較勁，並給刁難主角。 |
| 公磊   | 明珠         | 明相與索额图有暗中較勁意味，並為朝中重要高階幕僚。 |
| 苏可   | 于振甲       | 為人耿直，一日三醒吾身，但為人固執，日後導致不可抹滅的災害，因主角看在為人善良而提攜。 |
| 赵麒   | 徐乾学       | 與高士奇、陳潢結拜兄弟，為大哥，進京考試獲得探花，修明史為工作。 |
| 陆思宇 | 高士奇       | 與徐乾学、陳潢結拜兄弟，為二哥，進京考試落榜，因故獲得皇帝康熙賞賜，於南書房行走又稱高相，幫助主角的關鍵人物。 |

## 电视剧歌曲
| 曲序 | 曲目                                  |
| ---- | ------------------------------------- |
| 1.   | 基業(純音樂)（片头曲）                |
| 2.   | 浮生若夢•春夜宴從弟桃花園序（片尾曲） |
| 3.   | 无题（插曲）                          |

## 榮譽
| 年份   | 頒獎典禮                 | 獎項           | 提名／得奖者 | 结果 | 参考 |
| ------ | ------------------------ | -------------- | ------------ | ---- | ---- |
| 2023年 | 第28届上海电视节白玉兰奖 | 最佳中國電視劇 | 《天下長河》 | 提名 |      |
| 2023年 | 第28届上海电视节白玉兰奖 | 最佳編劇       | 張挺         | 提名 |      |
| 2024年 | 第34届电视剧飞天奖       | 优秀电视剧奖   | 《天下长河》 | 獲獎 |      |
| 2024年 | 第34届电视剧飞天奖       | 优秀编剧奖     | 张挺         | 提名 |      |
| 2024年 | 第34届电视剧飞天奖       | 优秀男演员奖   | 黄志忠       | 提名 |      |

## 外部連結
- 历史剧《天下长河》的新浪微博
- 豆瓣电影上《天下长河》的資料 （简体中文）
- 互联网电影数据库（IMDb）上《天下长河》的资料（英文）
- 在Netflix上觀看《天下長河》